# Черин (Банска Бистрица)
Черин (слч. Čerín) насељено је мјесто са административним статусом сеоске општине (слч. obec) у округу Банска Бистрица, у Банскобистричком крају, Словачка Република.

## Становништво
| Година:    | 1994. | 2004.    | 2014.   | 2024.   |
| ---------- | ----- | -------- | ------- | ------- |
| Број људи: | 397   | 437      | 459     | 446     |
| Разлика:   |       | +10,07 % | +5,03 % | -2,83 % |

| Година:    | 2023. | 2024.   |
| ---------- | ----- | ------- |
| Број људи: | 456   | 446     |
| Разлика:   |       | -2,19 % |

Према подацима о броју становника из 2011. године насеље је имало 449 становника.